# 깜지
깜지( - 紙, 빽빽이, 빡지)는 흰 종이에 글씨를 빽빽하게 쓰는 벌을 일컫는 속어이다.  이 벌은 주로 학교에서 교사가 잘못을 저지른 학생에게 주로 내리는 벌이다.